# يونا (الهند)

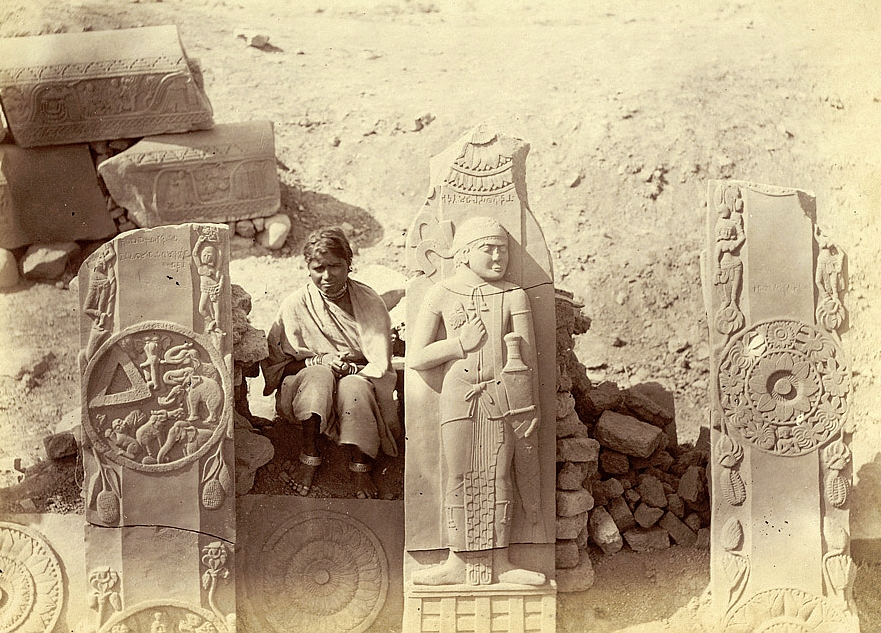
تمثال يمثل يونا

يونا في اللغة البالية وياوانا في اللغة السنسكريتية من الكلمات التي كانت تقال في الهند القديمة للمتكلمين باللغة اليونانية وعلى العموم لأهل بلاد اليونان.